# Diarmuid Noyes
Pour les articles homonymes, voir Noyes.
Diarmuid Noyes (né le 14 janvier 1988) est un acteur de théâtre irlandais, télévision et publicité. Il est connu pour son rôle dans le téléfilm d'aventure et d'horreur Roadkill. À l'âge de 14 ans, il joue dans le court métrage primé Broken Things. Il joua Alexandre Farnèse dans la série télévisée Borgia de Tom Fontana.

## Filmographie

### Cinéma
- 2002 : Broken Things : Joey
- 2008 : Situations Vacant : Dave
- 2009 : Five Minutes of Heaven : Andy
- 2009 : Savage : Attacker 2
- 2010 : Parked : Cathal's brother
- 2011 : Killing Bono : Plugger
- 2011 : Roadkill : Chuck
- 2011 : Downriver : Eric
- 2011 : Honeymoon for One : Mark

### Télévision
- Fair City : Teenager
- 2007 : Prosperity : Dean
- 2009 : Les Tudors : Charlie Raw
- 2009 : Pure Mule: The Last Weekend : Dean
- 2010 : Single-Handed : Ruairi
- 2011 : Borgia : Alexandre Farnèse